# Simulium armoricanum
Simulium armoricanum es una especie de insecto del género Simulium, familia Simuliidae, orden Diptera.
Fue descrita científicamente por Doby & David, 1961.